# ンチシ
ンチシはマラウイ中部州にあり、ンチシ県の中心都市である。2008年時点の国勢調査によれば、都市の人口は9737人であった。
人口統計
| 年   | 人口 |
| ---- | ---- |
| 1987 | 3073 |
| 1998 | 5323 |
| 2008 | 9737 |